# Лаймхаус (станция)
Станция Лаймхаус — железнодорожная станция, расположенная в районе Лаймхаус на востоке Лондона. Станция расположена во второй тарифной зоне и обслуживается Доклендским лёгким метро и National Rail, обслуживаемой поездами c2c, идущими от станции Фенчерч Стрит. На маршруте c2c станция Лаймхаус расположена между станциями Фенчерч Стрит и Вест-Хэм, а на Доклендском лёгком метро между станциями Шедуэллом и Вестферри.

## История
Станция была открыта 3 августа 1840 года как часть железная дорога Лондона и Блэкуолла и была расположена в приходе Степни в деревне Рэтклифф. Она была названа «Степни» и была расположена между станциями Шедуэлл и совсем другой станцией под названием «Лаймхаус», расположенная в приходе Лаймхаус. 28 сентября 1850 года было открыто движение от Степни до Боу, которое связывало ветку Лондона и Блэкпула соединялась с железной дорогой Восточных Графств, для чего была открыта еще одна пара платформ (сегодняшние платформы 1 и 2).
Железная дорога Лондона, Тилбери и Саутэнда была открыта в 1854 году и к тому моменту осталась единственной железной дорогой, которая использовала платформы в сторону Боу. 1 июля 1923 года станция была переименована в «Степни Ист». 3 мая 1926 года платформы железной дороги Лондона и Блэкуолла были закрыты в связи с отменой пассажирского движения, оставив ветку Лондона, Тилбери и Саутэнда единственной регулярно обслуживающей станцию. Эти платформы были снесены в 1936 году а линия до Блэкуолла осталась в разрухе.
Станция обслуживалась только железной дорогой Лондона, Тилбери и Саутэнда в течение более шестидесяти лет, вплоть до прихода Доклендского лёгкого метро, которая прошла по старым путям ветки до Блэкуолла. DLR открылось 31 июля 1987 года на новых платформах (3 и 4), построенных на месте старых, снесенных в 1936 году. А чуть ранее, 11 мая того же года станция была переименована в «Лаймхаус». Платформы DLR были удлиненны в 1991 году, чтобы принимать двух-вагонные поезда.
С момента открытия линии лёгкого метро, станция Лаймхаус стала очень удобной пересадкой для пассажиров из Эссекса, едущих на работу в район Кэнэри-Уорф, однако оба виадука оставались раздельными, из-за чего пересадка между пригородными поездами и метро была чрезвычайно неудобной, поскольку пассажирам приходилось сначала спускаться по лестнице вниз, а затем вновь подниматься вверх. Чтобы убрать это неудобство, хотя бы немного, был построен мост, соединяющий платформу в западном направлении с2с и платформу в восточном направлении DLR. Изначально мост должен был быть построен к концу 2008 года, однако был открыт лишь в ноябре 2009 года. Одновременно с мостом были произведены и другие улучшения, включая продление станции легкого метро под трех-вагонные поезда и строительство восточного входа с лифтами и лестницей в качестве выхода на платформу.

## Архитектура
Станция Лаймхаус приподнята на паре расходящихся виадуков, на каждом из которых расположена пара платформ - одна пара для c2c и одна - для Доклендского лёгкого метро. Вход на платформ с2с единственный и осуществляется по лестнице в западном конце платформы, в то время как на платформы DLR есть вход с обоих концов, в каждом из которых есть как лестница, так и лифт. Платформа в западном направлении пригородных поездов соединена с платформой в восточном направлении легкого метро пешеходным мостом.
Под платформами легкого метро у западного входа есть стоянка для велосипедов. Билеты продаются внутри станционного строения под платформами с2с и управляются c2c. Билеты продаются как для National Rail, так и для легкого метро, а также обслуживаются карты Oyster. Дополнительные автоматы по продаже билетов для метро и Oyster расположены под платформами DLR в начале лестницы.

## Движение
Средняя частота движения поездов c2c:
- 6 поездов в час до Фенчерч Стрит
- 2 поезда в час до Шубернесс
- 2 поезда  в час до Грейса
- 2 поезда  в час до Саутэнд Централ

Средняя частота движения поездов DLR:
- 15 поездов в час до Бэнка
- 6 поездов в час до Тауэр Гейтвей
- 6 поездов в час до Вулвич Арсенала
- 6 поездов в час до Бектона
- 9 поездов в час до Люишема